# Neverice
Neverice este o comună slovacă, aflată în districtul Zlaté Moravce din regiunea Nitra. Localitatea se află la altitudinea de 182 m deasupra n.m., se întinde pe o suprafață de 5,96 km2 și în 2017 număra 701 locuitori.

## Istoric
Localitatea Neverice este atestată documentar din 1156.

## Demografie
| An:                | 1994 | 2004   | 2014   | 2024   |
| ------------------ | ---- | ------ | ------ | ------ |
| Număr de persoane: | 661  | 675    | 680    | 677    |
| Diferență:         |      | +2,11% | +0,74% | −0,44% |

| An:                | 2023 | 2024   |
| ------------------ | ---- | ------ |
| Număr de persoane: | 679  | 677    |
| Diferență:         |      | −0,29% |